# Novo Chão
Novo chão é o 8º álbum de estúdio do Grupo Logos, lançado de forma independente em 1991.
Contou com a produção musical do vocalista e compositor Paulo Cezar

## Faixas
1. Novo Chão
2. Vinde a mim
3. Começar de novo
4. Coroado
5. José de Arimateia
6. Que mais Quero
7. Venha a Cristo
8. Não há Outro
9. Ressuscitou

## Ficha Técnica
- Vocalistas: Nilma, Vanja, Berto Batata, Paulo Cezar e Roberto Mouzinho
- Tecladista: Roberto Mouzinho
- Guitarrista e Contrabaixista: Clóvis Lardo
- Baterista: Joel Neri
- Percussionista: Adilson
- Técnico de som: Wesley Andrade

Instrumentos
- Teclados: Roland W-30/Korg M1
- Baixos: Hamer 5 Cordas e Ibanez
- Guitarra: Ibanez
- Módulo: Roland U-220
- Violões: Di Giórgio 6 Cordas nylon "Tarega"/6 Cordas Aço "Alvarez"/Del Vecchio 12 Cordas
- Bateria Eletronica: Roland R - 8
- Técnicos de som: Carlão e Januário/Trancriação de DAT - Roberto Vilão

- Mixagem: Paulo Cezar/Roberto Mouzinho/wesley Andrade e Carlão
- Corte: BMG ARIOLA - Oswaldo
- Seleção musical: Grupo Logos
- Produção: Missão Evangélica Logos
- Criação/fotos: Paulo Cezar
- Arte final/Capa: Tico Aguiar e Delin Fotolitos
- Direção geral:Paulo Cezar
- LP - Mel 009 - NOVO CHÃO - Gravado nos Estúdios Nova Trilha (24 Canais) em São Paulo no 1° Trimestre de 1991